# Segunda División B de España 2015-16
La temporada 2015-16 de la Segunda División B de España de fútbol corresponde a la 39.ª edición del campeonato y se disputó entre el 22 de agosto de 2015 y el 15 de mayo de 2016 en su fase regular. Posteriormente se disputó la promoción de ascenso entre el 21 de mayo y el 26 de junio.

## Sistema de competición
Participan ochenta clubes de toda la geografía española, encuadrados en cuatro grupos de veinte equipos según proximidad geográfica. Se enfrentan en cada grupo todos contra todos en dos ocasiones -una en campo propio y otra en campo contrario- durante un total de 38 jornadas. El orden de los encuentros se decide por sorteo antes de empezar la competición. La Real Federación Española de Fútbol es la responsable de designar a los árbitros de cada encuentro.
El ganador de un partido obtiene tres puntos, el perdedor no suma puntos, y en caso de un empate hay un punto para cada equipo. Al término del campeonato, los cuatro equipos que acumulan más puntos en cada grupo juegan la promoción de ascenso. Esta promoción tiene formato de eliminación directa a doble partido, los primeros clasificados se enfrentan entre sí en emparejamientos que se determinan por sorteo y los dos vencedores ascienden a Segunda División y juegan otra eliminatoria para decidir el campeón de Segunda División B. Los perdedores se unen al resto de eliminatorias que disputan segundos contra cuartos, y los terceros entre sí. Tras disputarse tres rondas eliminatorias los dos equipos vencedores ascienden igualmente a Segunda División.
Los cuatro últimos equipos clasificados de cada grupo descienden a Tercera División. Los decimosextos clasificados juegan la promoción por la permanencia que se disputa por eliminación directa a doble partido y los emparejamientos se determinan por sorteo. Los dos equipos derrotados pierden la categoría.

## Equipos de la temporada 2015-16
| Datos de ascensos y descensos |
| --- |
| FC Barcelona "B", Racing de Santander, Recreativo de Huelva y CE Sabadell FC descienden de Segunda División A . Bilbao Athletic, Gimnàstic de Tarragona, SD Huesca y Real Oviedo ascienden a Segunda División A. Arroyo CP, Atlético de Madrid "B", Real Avilés CF, UB Conquense, Córdoba CF "B", Elche Ilicitano CF, CD El Palo, UP Langreo, Las Palmas Atlético, Lucena CF, RCD Mallorca "B", Club Marino de Luanco, Rayo Vallecano "B", UE Sant Andreu, CF Trival Valderas Alcorcón, CD Tropezón, Zamora CF y Real Zaragoza "B" descienden a Tercera División. Algeciras CF, Arandina CF, Arenas Club, Atlético Levante UD, CD Ebro, SD Gernika, CD Izarra, FC Jumilla, Linares Deportivo, CD Llosetense, CD Mensajero, AD Mérida, Peña Sport FC, CF Pobla de Mafumet, Pontevedra CF, Club Portugalete, CF Rayo Majadahonda y CF Talavera de la Reina ascienden a Segunda División B. |

### Grupo I
En este grupo están los equipos de Galicia (6), Asturias (2), Cantabria (1), Castilla y León (6), parte de Extremadura (1), Navarra (3) y La Rioja (1).
| - RC Celta de Vigo "B" - SD Compostela - Coruxo FC - Pontevedra CF - Racing Club de Ferrol - UD Somozas - CD Lealtad - Sporting de Gijón "B" - Racing de Santander - Arandina CF | - Atlético Astorga CF - Burgos CF - Cultural Leonesa - CD Guijuelo - Real Valladolid CF "B" - CP Cacereño - CD Izarra - Peña Sport FC - CD Tudelano - UD Logroñés |

### Grupo II
En este grupo se encuentran los equipos del País Vasco (9), Comunidad de Madrid (4), Canarias (1), Aragón (1) y Castilla-La Mancha (5).
| - SD Amorebieta - Arenas Club - Barakaldo CF - SD Gernika - SD Leioa - Club Portugalete - Real Sociedad "B" - Real Unión Club - Sestao River Club - CF Fuenlabrada |  | - Getafe CF "B" - CF Rayo Majadahonda - Real Madrid Castilla - CD Mensajero - CD Ebro - CD Guadalajara - La Roda CF - UD Socuéllamos - CF Talavera de la Reina - CD Toledo |

### Grupo III
En este grupo están los equipos de la Cataluña (10), Comunidad Valenciana (8) e Islas Baleares (2).
| - CF Badalona - FC Barcelona "B" - UE Cornellá - RCD Espanyol "B" - CE L'Hospitalet - Club Lleida Esportiu - UE Olot - CF Pobla de Mafumet - CF Reus Deportiu - CE Sabadell FC |  | - CD Alcoyano - Atlético Levante UD - CD Eldense - Hércules CF - Huracán Valencia CF (expulsado de la competición) - CD Olímpic de Xàtiva - Valencia CF Mestalla - Villarreal CF "B" - CD Atlético Baleares - CD Llosetense |

### Grupo IV
En el último grupo se encuentran los equipos de Andalucía (12), Región de Murcia (5), parte de Extremadura (2) y la ciudad autónoma de Melilla (1).
| - Algeciras CF - UD Almería "B" - Real Betis "B" - Cádiz CF - Granada CF "B" - Real Jaén CF - Linares Deportivo - RB Linense - Marbella FC - Recreativo de Huelva |  | - CD San Roque de Lepe - Sevilla Atlético - FC Cartagena - FC Jumilla - La Hoya Lorca CF - Real Murcia CF - UCAM Murcia CF - AD Mérida - CF Villanovense - UD Melilla |

## Resultados y clasificaciones

### Grupo I

#### Clasificación
| Pos. | Equipo                     | Pts. | PJ | G  | E  | P  | GF | GC | Dif. | Clasificación                                   |
| ---- | -------------------------- | ---- | -- | -- | -- | -- | -- | -- | ---- | ----------------------------------------------- |
| 1    | Racing de Santander        | 74   | 38 | 21 | 11 | 6  | 56 | 28 | +28  | Acceso a Promoción de ascenso para campeones    |
| 2    | Racing de Ferrol           | 73   | 38 | 21 | 10 | 7  | 60 | 28 | +32  | Acceso a Promoción de ascenso para no campeones |
| 3    | C. D. Tudelano             | 72   | 38 | 20 | 12 | 6  | 48 | 23 | +25  | Acceso a Promoción de ascenso para no campeones |
| 4    | U. D. Logroñés             | 66   | 38 | 18 | 12 | 8  | 50 | 28 | +22  | Acceso a Promoción de ascenso para no campeones |
| 5    | Burgos C. F.               | 58   | 38 | 15 | 13 | 10 | 47 | 39 | +8   |                                                 |
| 6    | C. D. Guijuelo             | 57   | 38 | 17 | 6  | 15 | 35 | 35 | 0    |                                                 |
| 7    | Cultural Leonesa           | 56   | 38 | 14 | 14 | 10 | 39 | 32 | +7   |                                                 |
| 8    | U. D. Somozas              | 55   | 38 | 15 | 10 | 13 | 41 | 38 | +3   |                                                 |
| 9    | Pontevedra C. F.           | 54   | 38 | 14 | 12 | 12 | 38 | 37 | +1   |                                                 |
| 10   | C. D. Lealtad              | 50   | 38 | 14 | 8  | 16 | 50 | 44 | +6   |                                                 |
| 11   | R. C. Celta de Vigo "B"    | 50   | 38 | 14 | 8  | 16 | 47 | 55 | −8   |                                                 |
| 12   | C. D. Izarra               | 50   | 38 | 13 | 11 | 14 | 35 | 37 | −2   |                                                 |
| 13   | Real Valladolid C. F. "B"  | 48   | 38 | 13 | 9  | 16 | 42 | 49 | −7   |                                                 |
| 14   | Coruxo F. C.               | 46   | 38 | 13 | 7  | 18 | 49 | 51 | −2   |                                                 |
| 15   | Arandina C. F.             | 45   | 38 | 12 | 9  | 17 | 43 | 61 | −18  |                                                 |
| 16   | C. P. Cacereño (D)         | 43   | 38 | 11 | 10 | 17 | 33 | 45 | −12  | Acceso a Promoción de permanencia               |
| 17   | Sporting de Gijón "B" (D)  | 42   | 38 | 12 | 6  | 20 | 34 | 52 | −18  | Descenso a Tercera División                     |
| 18   | Atlético Astorga C. F. (D) | 40   | 38 | 10 | 10 | 18 | 44 | 55 | −11  | Descenso a Tercera División                     |
| 19   | S. D. Compostela (D)       | 38   | 38 | 9  | 11 | 18 | 29 | 42 | −13  | Descenso a Tercera División                     |
| 20   | Peña Sport F. C. (D)       | 26   | 38 | 7  | 5  | 26 | 29 | 70 | −41  | Descenso a Tercera División                     |

 Fuente: BDFutbol
Criterios de clasificación: Puntos · Enfrentamientos directos · Diferencia de goles · Goles a favor · Play-off

#### Evolución de la clasificación
| Equipo / Jornada | 1  | 2  | 3  | 4  | 5  | 6  | 7  | 8  | 9  | 10 | 11 | 12 | 13 | 14 | 15 | 16 | 17 | 18 | 19 | 20 | 21 | 22 | 23 | 24 | 25 | 26 | 27 | 28 | 29 | 30 | 31 | 32 | 33 | 34 | 35 | 36 | 37 | 38 |
| Equipo / Jornada |    |    |    |    |    |    |    |    |    |    |    |    |    |    |    |    |    |    |    |    |    |    |    |    |    |    |    |    |    |    |    |    |    |    |    |    |    |    |
| ---------------- | -- | -- | -- | -- | -- | -- | -- | -- | -- | -- | -- | -- | -- | -- | -- | -- | -- | -- | -- | -- | -- | -- | -- | -- | -- | -- | -- | -- | -- | -- | -- | -- | -- | -- | -- | -- | -- | -- |
| R.Santander      | 18 | 11 | 8  | 13 | 14 | 9  | 7  | 10 | 12 | 8  | 10 | 11 | 9  | 15 | 4  | 4  | 4  | 2  | 3  | 3  | 3  | 3  | 3  | 3  | 3  | 3  | 3  | 3  | 2  | 2  | 2  | 2  | 2  | 2  | 2  | 2  | 2  | 1  |
| R.Ferrol         | 16 | 8  | 3  | 5  | 2  | 2  | 1  | 1  | 1  | 1  | 1  | 1  | 1  | 1  | 1  | 1  | 1  | 1  | 1  | 1  | 1  | 1  | 1  | 1  | 1  | 1  | 1  | 1  | 1  | 1  | 1  | 1  | 1  | 1  | 1  | 1  | 1  | 2  |
| Tudelano         | 19 | 13 | 18 | 10 | 13 | 7  | 6  | 5  | 9  | 6  | 4  | 7  | 8  | 5  | 9  | 6  | 7  | 6  | 6  | 6  | 6  | 6  | 5  | 4  | 4  | 4  | 4  | 4  | 4  | 4  | 4  | 3  | 3  | 3  | 3  | 3  | 3  | 3  |
| Logroñés         | 1  | 5  | 2  | 2  | 1  | 5  | 2  | 2  | 3  | 3  | 2  | 3  | 3  | 3  | 3  | 2  | 3  | 3  | 2  | 2  | 2  | 2  | 2  | 2  | 2  | 2  | 2  | 2  | 3  | 3  | 3  | 4  | 4  | 4  | 4  | 4  | 4  | 4  |
| Burgos           | 8  | 4  | 10 | 6  | 3  | 6  | 10 | 11 | 13 | 14 | 17 | 16 | 13 | 12 | 13 | 13 | 11 | 10 | 11 | 10 | 10 | 10 | 10 | 11 | 9  | 11 | 10 | 11 | 9  | 6  | 8  | 7  | 6  | 5  | 6  | 6  | 5  | 5  |
| Guijuelo         | 9  | 2  | 1  | 1  | 4  | 3  | 3  | 3  | 2  | 2  | 3  | 4  | 6  | 7  | 7  | 8  | 8  | 9  | 12 | 12 | 12 | 12 | 11 | 9  | 11 | 9  | 11 | 9  | 10 | 10 | 7  | 10 | 8  | 8  | 8  | 7  | 6  | 6  |
| Cultural         | 10 | 16 | 7  | 11 | 9  | 11 | 9  | 8  | 10 | 7  | 5  | 2  | 2  | 2  | 2  | 3  | 2  | 5  | 5  | 5  | 5  | 5  | 6  | 5  | 5  | 6  | 6  | 6  | 6  | 8  | 6  | 6  | 7  | 6  | 5  | 5  | 7  | 7  |
| Somozas          | 15 | 20 | 15 | 18 | 20 | 17 | 18 | 16 | 16 | 15 | 13 | 10 | 12 | 9  | 8  | 10 | 10 | 8  | 9  | 9  | 9  | 8  | 8  | 8  | 8  | 10 | 8  | 10 | 8  | 7  | 10 | 11 | 11 | 9  | 9  | 10 | 9  | 8  |
| Pontevedra       | 17 | 19 | 12 | 16 | 15 | 18 | 15 | 13 | 8  | 5  | 8  | 8  | 5  | 4  | 6  | 5  | 5  | 4  | 4  | 4  | 4  | 4  | 4  | 6  | 6  | 5  | 5  | 5  | 5  | 5  | 5  | 5  | 5  | 7  | 7  | 8  | 8  | 9  |
| Lealtad          | 13 | 6  | 16 | 9  | 6  | 4  | 5  | 4  | 7  | 4  | 7  | 6  | 4  | 6  | 5  | 7  | 6  | 7  | 8  | 8  | 8  | 7  | 7  | 7  | 7  | 7  | 7  | 7  | 7  | 9  | 9  | 8  | 9  | 11 | 11 | 12 | 12 | 10 |
| Celta "B"        | 6  | 3  | 9  | 15 | 10 | 13 | 17 | 18 | 17 | 17 | 15 | 17 | 14 | 16 | 14 | 15 | 14 | 15 | 15 | 17 | 17 | 17 | 18 | 20 | 18 | 18 | 18 | 16 | 18 | 17 | 17 | 15 | 15 | 14 | 15 | 14 | 13 | 11 |
| Izarra           | 7  | 7  | 5  | 7  | 8  | 10 | 8  | 7  | 4  | 9  | 12 | 9  | 10 | 10 | 10 | 11 | 13 | 12 | 10 | 11 | 11 | 11 | 12 | 13 | 13 | 13 | 12 | 13 | 13 | 13 | 11 | 9  | 10 | 10 | 10 | 9  | 10 | 12 |
| Valladolid "B"   | 11 | 17 | 13 | 12 | 11 | 16 | 11 | 14 | 15 | 16 | 14 | 15 | 17 | 17 | 17 | 14 | 16 | 16 | 17 | 16 | 16 | 14 | 14 | 14 | 14 | 14 | 14 | 14 | 15 | 14 | 14 | 12 | 12 | 12 | 13 | 11 | 11 | 13 |
| Coruxo           | 2  | 1  | 4  | 4  | 5  | 1  | 4  | 6  | 6  | 10 | 6  | 5  | 7  | 8  | 11 | 9  | 9  | 11 | 7  | 7  | 7  | 9  | 9  | 10 | 12 | 12 | 13 | 12 | 12 | 12 | 13 | 14 | 14 | 13 | 12 | 13 | 14 | 14 |
| Arandina         | 5  | 14 | 11 | 8  | 12 | 12 | 13 | 15 | 11 | 13 | 16 | 12 | 15 | 13 | 16 | 17 | 15 | 14 | 14 | 14 | 14 | 13 | 13 | 12 | 10 | 8  | 9  | 8  | 11 | 11 | 12 | 13 | 13 | 15 | 14 | 15 | 15 | 15 |
| Cacereño         | 14 | 12 | 17 | 14 | 17 | 15 | 14 | 12 | 5  | 11 | 11 | 14 | 11 | 11 | 12 | 12 | 12 | 13 | 13 | 13 | 13 | 15 | 16 | 16 | 17 | 17 | 17 | 18 | 17 | 18 | 18 | 18 | 17 | 18 | 18 | 18 | 16 | 16 |
| Sporting "B"     | 4  | 10 | 6  | 3  | 7  | 8  | 12 | 9  | 14 | 12 | 9  | 13 | 16 | 14 | 15 | 16 | 17 | 17 | 16 | 15 | 15 | 16 | 15 | 15 | 15 | 15 | 16 | 17 | 16 | 15 | 15 | 16 | 16 | 17 | 16 | 16 | 17 | 17 |
| Astorga          | 12 | 18 | 14 | 17 | 16 | 14 | 16 | 17 | 18 | 18 | 18 | 19 | 20 | 20 | 20 | 20 | 20 | 20 | 18 | 18 | 19 | 18 | 19 | 16 | 16 | 16 | 15 | 15 | 14 | 16 | 16 | 17 | 18 | 16 | 17 | 17 | 18 | 18 |
| Compostela       | 20 | 15 | 20 | 20 | 19 | 20 | 20 | 20 | 19 | 20 | 20 | 18 | 19 | 19 | 19 | 19 | 19 | 19 | 20 | 20 | 20 | 20 | 20 | 19 | 19 | 19 | 19 | 19 | 19 | 19 | 19 | 19 | 19 | 19 | 19 | 19 | 19 | 19 |
| Peña Sport       | 3  | 9  | 19 | 19 | 18 | 19 | 19 | 19 | 20 | 19 | 19 | 20 | 18 | 18 | 18 | 18 | 18 | 18 | 19 | 19 | 18 | 19 | 17 | 18 | 20 | 20 | 20 | 20 | 20 | 20 | 20 | 20 | 20 | 20 | 20 | 20 | 20 | 20 |

#### Resultados
| Local \ Visitante      | Ara | Ast | Bur | Cac | Cel | Com | Cor | Cul | Gui | Iza | Lea | Log | PeS | Pon | RFe | RSa | Som | Spo | Tud | Val |
| ---------------------- | --- | --- | --- | --- | --- | --- | --- | --- | --- | --- | --- | --- | --- | --- | --- | --- | --- | --- | --- | --- |
| Arandina CF            | —   | 2–0 | 2–2 | 1–3 | 2–1 | 1–2 | 1–1 | 0–1 | 0–1 | 1–1 | 2–1 | 0–0 | 2–1 | 2–3 | 1–0 | 1–1 | 0–1 | 3–1 | 0–3 | 3–2 |
| Atlético Astorga CF    | 1–2 | —   | 0–1 | 5–3 | 4–0 | 1–1 | 2–3 | 0–2 | 2–0 | 0–0 | 1–1 | 3–1 | 2–0 | 0–0 | 2–1 | 1–1 | 1–1 | 0–1 | 1–5 | 0–1 |
| Burgos CF              | 3–1 | 3–2 | —   | 1–0 | 3–1 | 1–1 | 1–3 | 2–3 | 2–0 | 2–1 | 1–1 | 2–3 | 1–0 | 1–1 | 2–0 | 0–1 | 3–3 | 2–1 | 0–2 | 0–0 |
| CP Cacereño            | 0–0 | 1–1 | 1–0 | —   | 4–2 | 0–0 | 1–0 | 0–1 | 0–1 | 1–2 | 1–0 | 0–0 | 3–0 | 1–0 | 0–2 | 3–0 | 0–2 | 0–1 | 2–0 | 0–0 |
| RC Celta de Vigo "B"   | 6–1 | 0–1 | 0–1 | 0–0 | —   | 1–0 | 2–2 | 1–1 | 1–0 | 5–1 | 1–3 | 0–3 | 1–0 | 1–1 | 0–1 | 1–0 | 0–0 | 1–0 | 0–1 | 4–2 |
| SD Compostela          | 0–1 | 4–1 | 0–0 | 3–1 | 2–1 | —   | 1–2 | 0–0 | 0–1 | 2–0 | 1–1 | 0–2 | 1–0 | 3–0 | 0–2 | 1–2 | 0–1 | 0–2 | 2–1 | 0–1 |
| Coruxo FC              | 4–1 | 3–1 | 0–2 | 0–1 | 1–3 | 5–1 | —   | 1–2 | 5–0 | 0–0 | 2–1 | 0–1 | 2–1 | 0–1 | 0–0 | 1–0 | 1–4 | 4–0 | 1–2 | 2–0 |
| Cultural Leonesa       | 2–0 | 0–0 | 1–0 | 1–0 | 0–0 | 1–1 | 0–1 | —   | 0–2 | 3–1 | 2–1 | 0–2 | 2–0 | 0–0 | 2–2 | 2–0 | 0–0 | 1–0 | 0–0 | 1–2 |
| CD Guijuelo            | 2–0 | 2–1 | 1–0 | 0–0 | 4–1 | 1–1 | 3–1 | 3–1 | —   | 1–0 | 1–0 | 1–1 | 3–0 | 0–1 | 0–1 | 1–2 | 2–0 | 0–2 | 0–2 | 1–4 |
| CD Izarra              | 2–0 | 2–0 | 1–0 | 1–2 | 0–1 | 1–0 | 0–0 | 0–0 | 1–0 | —   | 1–1 | 1–0 | 2–0 | 1–0 | 0–0 | 0–0 | 0–1 | 3–0 | 1–0 | 0–0 |
| CD Lealtad             | 1–3 | 1–0 | 0–0 | 3–0 | 2–0 | 3–1 | 2–0 | 3–1 | 0–1 | 2–1 | —   | 0–2 | 3–0 | 1–0 | 1–1 | 0–1 | 0–1 | 1–0 | 0–1 | 5–1 |
| UD Logroñés            | 1–2 | 1–1 | 0–0 | 1–1 | 1–1 | 3–0 | 3–0 | 1–1 | 1–0 | 2–0 | 1–3 | —   | 3–1 | 3–0 | 2–1 | 1–1 | 0–1 | 0–0 | 1–1 | 1–2 |
| Peña Sport FC          | 1–1 | 2–4 | 1–2 | 0–0 | 0–2 | 1–0 | 1–0 | 0–5 | 0–2 | 2–1 | 2–1 | 1–3 | —   | 1–2 | 1–4 | 3–3 | 3–1 | 1–2 | 0–0 | 2–0 |
| Pontevedra CF          | 1–0 | 2–1 | 1–1 | 0–0 | 1–2 | 0–0 | 3–1 | 2–1 | 0–1 | 3–1 | 2–2 | 0–1 | 1–0 | —   | 0–3 | 1–1 | 2–0 | 1–1 | 2–0 | 1–2 |
| Racing de Ferrol       | 3–0 | 0–1 | 3–2 | 4–1 | 6–2 | 0–1 | 1–1 | 0–0 | 1–0 | 1–1 | 3–1 | 2–1 | 3–0 | 1–0 | —   | 2–2 | 2–0 | 2–0 | 0–0 | 2–1 |
| Racing de Santander    | 0–0 | 2–1 | 1–1 | 4–0 | 4–0 | 1–0 | 1–0 | 2–0 | 1–0 | 3–0 | 2–0 | 0–1 | 3–0 | 1–2 | 3–1 | —   | 2–0 | 2–1 | 0–0 | 3–1 |
| UD Somozas             | 2–1 | 1–1 | 0–1 | 3–1 | 1–3 | 0–0 | 3–1 | 2–1 | 0–0 | 0–0 | 3–4 | 0–1 | 0–1 | 1–1 | 0–1 | 0–0 | —   | 2–1 | 0–1 | 3–0 |
| Sporting de Gijón "B"  | 2–3 | 0–1 | 2–3 | 2–1 | 0–2 | 0–0 | 2–1 | 0–0 | 3–0 | 2–6 | 1–0 | 2–1 | 3–2 | 0–0 | 0–2 | 0–2 | 0–1 | —   | 1–1 | 0–2 |
| CD Tudelano            | 2–2 | 2–0 | 0–0 | 1–0 | 2–0 | 1–0 | 3–0 | 3–1 | 0–0 | 2–1 | 2–0 | 0–0 | 1–1 | 1–0 | 0–0 | 1–2 | 2–1 | 1–0 | —   | 2–1 |
| Real Valladolid CF "B" | 3–1 | 3–1 | 1–1 | 3–1 | 0–0 | 2–0 | 0–0 | 0–0 | 0–0 | 0–1 | 1–1 | 0–1 | 1–0 | 1–3 | 0–2 | 1–2 | 1–2 | 0–1 | 3–2 | —   |

### Grupo II

#### Clasificación
| Pos. | Equipo                         | Pts. | PJ | G  | E  | P  | GF | GC | Dif. | Clasificación                                   |
| ---- | ------------------------------ | ---- | -- | -- | -- | -- | -- | -- | ---- | ----------------------------------------------- |
| 1    | Real Madrid Castilla C. F.     | 80   | 38 | 24 | 8  | 6  | 72 | 40 | +32  | Acceso a Promoción de ascenso para campeones    |
| 2    | Barakaldo C. F.                | 80   | 38 | 24 | 8  | 6  | 52 | 24 | +28  | Acceso a Promoción de ascenso para no campeones |
| 3    | U. D. Socuéllamos              | 64   | 38 | 19 | 7  | 12 | 51 | 43 | +8   | Acceso a Promoción de ascenso para no campeones |
| 4    | C. D. Toledo                   | 63   | 38 | 18 | 9  | 11 | 49 | 33 | +16  | Acceso a Promoción de ascenso para no campeones |
| 5    | Real Unión Club                | 60   | 38 | 17 | 9  | 12 | 59 | 37 | +22  |                                                 |
| 6    | Sestao River                   | 60   | 38 | 15 | 15 | 8  | 38 | 29 | +9   |                                                 |
| 7    | Real Sociedad "B"              | 60   | 38 | 16 | 12 | 10 | 58 | 44 | +14  |                                                 |
| 8    | Arenas Club                    | 57   | 38 | 15 | 12 | 11 | 50 | 43 | +7   |                                                 |
| 9    | S. D. Amorebieta               | 56   | 38 | 15 | 11 | 12 | 50 | 43 | +7   |                                                 |
| 10   | C. D. Ebro                     | 53   | 38 | 13 | 14 | 11 | 43 | 37 | +6   |                                                 |
| 11   | C. F. Fuenlabrada              | 49   | 38 | 12 | 13 | 13 | 40 | 40 | 0    |                                                 |
| 12   | S. D. Gernika                  | 45   | 38 | 10 | 15 | 13 | 41 | 49 | −8   |                                                 |
| 13   | C. D. Mensajero                | 44   | 38 | 12 | 8  | 18 | 37 | 47 | −10  |                                                 |
| 14   | C. F. Rayo Majadahonda         | 43   | 38 | 11 | 10 | 17 | 42 | 50 | −8   |                                                 |
| 15   | La Roda C. F.                  | 43   | 38 | 12 | 7  | 19 | 40 | 52 | −12  |                                                 |
| 16   | S. D. Leioa                    | 41   | 38 | 11 | 8  | 19 | 37 | 59 | −22  | Acceso a Promoción de permanencia               |
| 17   | C. D. Guadalajara (D)          | 40   | 38 | 10 | 10 | 18 | 40 | 56 | −16  | Descenso a Tercera División                     |
| 18   | C. F. Talavera de la Reina (D) | 37   | 38 | 9  | 10 | 19 | 42 | 59 | −17  | Descenso a Tercera División                     |
| 19   | Club Portugalete (D)           | 32   | 38 | 6  | 14 | 18 | 29 | 48 | −19  | Descenso a Tercera División                     |
| 20   | Getafe C. F. "B" (D)           | 32   | 38 | 10 | 2  | 26 | 43 | 80 | −37  | Descenso a Tercera División                     |

 Fuente: BDFutbol
Criterios de clasificación: Puntos · Enfrentamientos directos · Diferencia de goles · Goles a favor · Play-off

#### Evolución de la clasificación
| Equipo / Jornada | 1  | 2  | 3  | 4  | 5  | 6  | 7  | 8  | 9  | 10 | 11 | 12 | 13 | 14 | 15 | 16 | 17 | 18 | 19 | 20 | 21 | 22 | 23 | 24 | 25 | 26 | 27 | 28 | 29 | 30 | 31 | 32 | 33 | 34 | 35 | 36 | 37 | 38 |
| Equipo / Jornada |    |    |    |    |    |    |    |    |    |    |    |    |    |    |    |    |    |    |    |    |    |    |    |    |    |    |    |    |    |    |    |    |    |    |    |    |    |    |
| ---------------- | -- | -- | -- | -- | -- | -- | -- | -- | -- | -- | -- | -- | -- | -- | -- | -- | -- | -- | -- | -- | -- | -- | -- | -- | -- | -- | -- | -- | -- | -- | -- | -- | -- | -- | -- | -- | -- | -- |
| RM Castilla      | 1  | 1  | 1  | 1  | 1  | 2  | 4  | 3  | 2  | 1  | 2  | 2  | 2  | 2  | 2  | 2  | 2  | 2  | 2  | 2  | 2  | 2  | 2  | 2  | 2  | 1  | 2  | 2  | 2  | 2  | 2  | 2  | 2  | 1  | 2  | 2  | 2  | 1  |
| Barakaldo        | 4  | 2  | 6  | 4  | 2  | 1  | 1  | 1  | 1  | 2  | 1  | 1  | 1  | 1  | 1  | 1  | 1  | 1  | 1  | 1  | 1  | 1  | 1  | 1  | 1  | 2  | 1  | 1  | 1  | 1  | 1  | 1  | 1  | 2  | 1  | 1  | 1  | 2  |
| Socuéllamos      | 6  | 9  | 14 | 10 | 9  | 9  | 5  | 5  | 7  | 10 | 13 | 12 | 12 | 11 | 14 | 12 | 9  | 10 | 10 | 13 | 14 | 11 | 10 | 12 | 9  | 9  | 9  | 9  | 7  | 7  | 6  | 8  | 5  | 5  | 4  | 3  | 4  | 3  |
| Toledo           | 16 | 20 | 13 | 7  | 6  | 5  | 3  | 2  | 3  | 3  | 3  | 3  | 3  | 3  | 4  | 5  | 4  | 5  | 5  | 5  | 5  | 5  | 4  | 4  | 4  | 4  | 4  | 4  | 4  | 4  | 4  | 4  | 3  | 4  | 5  | 5  | 3  | 4  |
| Real Unión       | 5  | 6  | 5  | 9  | 8  | 4  | 6  | 6  | 8  | 6  | 7  | 9  | 5  | 5  | 3  | 4  | 3  | 3  | 3  | 3  | 3  | 3  | 3  | 3  | 3  | 3  | 3  | 3  | 3  | 3  | 3  | 3  | 4  | 3  | 3  | 4  | 5  | 5  |
| Sestao           | 9  | 4  | 7  | 6  | 11 | 12 | 12 | 12 | 10 | 12 | 14 | 13 | 14 | 14 | 12 | 10 | 8  | 8  | 8  | 7  | 7  | 6  | 6  | 7  | 6  | 6  | 6  | 6  | 5  | 5  | 5  | 5  | 6  | 6  | 6  | 6  | 7  | 6  |
| R Sociedad B     | 3  | 7  | 8  | 12 | 10 | 11 | 11 | 11 | 14 | 13 | 10 | 7  | 7  | 8  | 9  | 8  | 6  | 6  | 7  | 8  | 8  | 8  | 8  | 8  | 8  | 7  | 7  | 8  | 9  | 11 | 10 | 9  | 9  | 7  | 7  | 7  | 6  | 7  |
| Arenas           | 8  | 5  | 2  | 2  | 3  | 3  | 2  | 4  | 4  | 5  | 6  | 8  | 9  | 7  | 7  | 6  | 7  | 7  | 6  | 6  | 6  | 7  | 7  | 6  | 5  | 5  | 5  | 5  | 6  | 6  | 7  | 6  | 7  | 9  | 9  | 8  | 8  | 8  |
| Amorebieta       | 15 | 19 | 11 | 8  | 7  | 8  | 7  | 8  | 9  | 7  | 4  | 4  | 4  | 4  | 5  | 3  | 5  | 4  | 4  | 4  | 4  | 4  | 5  | 5  | 7  | 8  | 8  | 7  | 8  | 8  | 8  | 7  | 8  | 8  | 8  | 10 | 9  | 9  |
| Ebro             | 20 | 13 | 15 | 17 | 18 | 18 | 19 | 18 | 15 | 15 | 15 | 16 | 17 | 17 | 17 | 15 | 14 | 13 | 9  | 12 | 11 | 12 | 11 | 11 | 12 | 12 | 11 | 10 | 10 | 9  | 12 | 10 | 10 | 10 | 11 | 9  | 10 | 10 |
| Fuenlabrada      | 2  | 3  | 3  | 5  | 4  | 6  | 8  | 9  | 6  | 8  | 8  | 10 | 11 | 13 | 10 | 13 | 12 | 11 | 11 | 9  | 9  | 9  | 9  | 10 | 11 | 11 | 12 | 12 | 12 | 10 | 9  | 11 | 11 | 11 | 10 | 11 | 11 | 11 |
| Gernika          | 14 | 8  | 4  | 3  | 5  | 7  | 9  | 7  | 5  | 4  | 5  | 5  | 6  | 6  | 6  | 9  | 11 | 12 | 13 | 10 | 10 | 13 | 12 | 9  | 10 | 10 | 10 | 11 | 11 | 12 | 11 | 12 | 12 | 12 | 12 | 12 | 12 | 12 |
| Mensajero        | 12 | 15 | 18 | 19 | 20 | 20 | 20 | 20 | 19 | 20 | 20 | 20 | 18 | 18 | 18 | 18 | 18 | 18 | 19 | 19 | 18 | 18 | 18 | 18 | 18 | 18 | 18 | 18 | 18 | 18 | 16 | 17 | 16 | 14 | 15 | 15 | 15 | 13 |
| R.Majadahonda    | 11 | 16 | 17 | 11 | 13 | 10 | 13 | 15 | 12 | 14 | 12 | 14 | 15 | 15 | 16 | 17 | 17 | 15 | 16 | 15 | 16 | 16 | 16 | 16 | 16 | 16 | 15 | 16 | 13 | 14 | 15 | 16 | 17 | 15 | 14 | 14 | 14 | 14 |
| La Roda          | 17 | 10 | 12 | 15 | 14 | 17 | 18 | 16 | 17 | 17 | 19 | 19 | 16 | 16 | 13 | 11 | 13 | 14 | 15 | 11 | 13 | 10 | 13 | 13 | 13 | 15 | 13 | 13 | 15 | 13 | 14 | 13 | 13 | 13 | 13 | 13 | 13 | 15 |
| Leioa            | 7  | 11 | 16 | 18 | 19 | 14 | 10 | 14 | 16 | 16 | 17 | 15 | 10 | 12 | 8  | 7  | 10 | 9  | 12 | 14 | 15 | 15 | 15 | 14 | 14 | 14 | 16 | 17 | 16 | 16 | 17 | 15 | 14 | 16 | 17 | 17 | 17 | 16 |
| Guadalajara      | 13 | 17 | 20 | 13 | 15 | 15 | 14 | 10 | 13 | 9  | 9  | 6  | 8  | 9  | 11 | 14 | 15 | 17 | 17 | 17 | 12 | 14 | 14 | 15 | 15 | 13 | 14 | 14 | 14 | 15 | 13 | 14 | 15 | 17 | 16 | 16 | 16 | 17 |
| Talavera         | 18 | 12 | 10 | 16 | 16 | 16 | 16 | 13 | 11 | 11 | 11 | 11 | 13 | 10 | 15 | 16 | 16 | 16 | 14 | 16 | 17 | 17 | 17 | 17 | 17 | 17 | 17 | 15 | 17 | 17 | 18 | 18 | 18 | 18 | 18 | 18 | 18 | 18 |
| Portugalete      | 10 | 14 | 19 | 20 | 12 | 13 | 15 | 17 | 18 | 18 | 18 | 18 | 20 | 20 | 19 | 19 | 19 | 20 | 20 | 20 | 20 | 20 | 20 | 19 | 19 | 19 | 19 | 19 | 19 | 19 | 19 | 19 | 19 | 19 | 19 | 19 | 19 | 19 |
| Getafe B         | 19 | 18 | 9  | 14 | 17 | 19 | 17 | 19 | 20 | 19 | 16 | 17 | 19 | 19 | 20 | 20 | 20 | 19 | 18 | 18 | 19 | 19 | 19 | 20 | 20 | 20 | 20 | 20 | 20 | 20 | 20 | 20 | 20 | 20 | 20 | 20 | 20 | 20 |

#### Resultados
| Local \ Visitante       | Amo | Are | Bar | Ebr | Fue | Ger | Get | Gua | LaR | Lei | Men | Por | RMa | RMC | RSo | RUn | Ses | Soc | Tal | Tol |
| ----------------------- | --- | --- | --- | --- | --- | --- | --- | --- | --- | --- | --- | --- | --- | --- | --- | --- | --- | --- | --- | --- |
| SD Amorebieta           | —   | 1–1 | 0–2 | 0–1 | 1–1 | 1–0 | 2–0 | 4–0 | 3–2 | 0–1 | 1–0 | 0–0 | 2–1 | 1–4 | 3–3 | 2–2 | 1–0 | 2–1 | 3–0 | 1–1 |
| Arenas Club             | 0–1 | —   | 1–1 | 2–0 | 1–0 | 1–0 | 4–1 | 2–1 | 0–0 | 5–0 | 1–0 | 1–1 | 2–1 | 2–1 | 2–2 | 1–3 | 3–3 | 1–2 | 2–0 | 2–1 |
| Barakaldo CF            | 1–1 | 0–1 | —   | 1–0 | 1–0 | 4–0 | 3–0 | 3–2 | 4–1 | 1–0 | 1–0 | 1–0 | 1–0 | 0–1 | 2–1 | 3–2 | 3–1 | 1–0 | 1–0 | 2–1 |
| CD Ebro                 | 0–2 | 3–3 | 0–1 | —   | 3–3 | 2–0 | 1–0 | 2–0 | 1–0 | 5–0 | 2–2 | 2–1 | 2–1 | 0–1 | 1–0 | 1–1 | 0–0 | 0–0 | 3–0 | 2–2 |
| CF Fuenlabrada          | 2–1 | 1–0 | 1–1 | 0–0 | —   | 1–0 | 2–0 | 1–0 | 2–1 | 0–2 | 0–0 | 0–0 | 0–2 | 2–1 | 0–0 | 2–2 | 3–1 | 1–1 | 1–1 | 0–1 |
| SD Gernika              | 0–2 | 1–0 | 1–0 | 0–0 | 3–1 | —   | 3–2 | 0–0 | 2–0 | 1–1 | 3–1 | 4–1 | 2–2 | 1–1 | 1–1 | 0–5 | 0–0 | 0–1 | 3–3 | 2–0 |
| Getafe CF "B"           | 4–2 | 3–2 | 3–1 | 0–1 | 0–3 | 0–1 | —   | 1–2 | 0–1 | 3–1 | 3–0 | 0–2 | 1–3 | 2–0 | 2–1 | 0–3 | 1–2 | 0–2 | 1–1 | 1–4 |
| CD Guadalajara          | 2–0 | 0–1 | 0–1 | 1–1 | 1–3 | 2–2 | 0–0 | —   | 1–1 | 1–1 | 1–0 | 2–1 | 4–0 | 1–2 | 2–2 | 0–1 | 0–1 | 1–0 | 0–1 | 1–1 |
| La Roda CF              | 2–0 | 0–1 | 1–0 | 0–2 | 0–1 | 1–1 | 3–0 | 0–1 | —   | 1–0 | 2–0 | 1–0 | 1–1 | 2–2 | 4–1 | 2–1 | 0–0 | 1–3 | 2–0 | 0–2 |
| SD Leioa                | 1–3 | 1–1 | 0–1 | 2–0 | 0–0 | 2–2 | 2–0 | 2–3 | 1–0 | —   | 3–1 | 1–1 | 0–3 | 1–1 | 0–4 | 0–2 | 0–2 | 2–1 | 3–1 | 0–3 |
| CD Mensajero            | 0–0 | 1–0 | 0–1 | 1–1 | 2–0 | 2–0 | 5–0 | 1–0 | 1–1 | 1–0 | —   | 2–0 | 0–0 | 1–2 | 0–5 | 2–1 | 0–0 | 1–2 | 3–0 | 1–0 |
| Club Portugalete        | 3–2 | 1–1 | 0–0 | 1–0 | 1–1 | 0–0 | 3–1 | 0–2 | 1–3 | 0–0 | 1–1 | —   | 0–0 | 0–0 | 0–1 | 1–0 | 1–2 | 0–1 | 1–0 | 0–0 |
| CF Rayo Majadahonda     | 1–1 | 4–2 | 0–0 | 0–0 | 0–1 | 2–2 | 2–4 | 2–3 | 1–0 | 2–3 | 2–1 | 2–1 | —   | 1–2 | 0–2 | 1–0 | 1–0 | 0–1 | 1–2 | 0–1 |
| Real Madrid Castilla    | 1–1 | 1–0 | 0–0 | 5–1 | 3–2 | 3–0 | 2–1 | 6–3 | 6–1 | 2–1 | 1–0 | 1–0 | 4–0 | —   | 2–1 | 1–0 | 3–1 | 3–1 | 1–1 | 1–2 |
| Real Sociedad "B"       | 1–0 | 0–0 | 1–0 | 1–1 | 2–1 | 2–1 | 4–1 | 1–1 | 2–0 | 2–1 | 4–0 | 3–2 | 0–0 | 1–2 | —   | 0–3 | 1–1 | 1–2 | 3–1 | 0–0 |
| Real Unión Club         | 0–0 | 2–0 | 1–1 | 2–1 | 2–1 | 1–1 | 0–2 | 3–0 | 5–1 | 0–1 | 2–3 | 3–2 | 1–0 | 1–0 | 3–1 | —   | 2–2 | 0–0 | 2–0 | 1–1 |
| Sestao River Club       | 1–0 | 1–1 | 0–1 | 1–1 | 1–0 | 2–0 | 4–0 | 1–0 | 1–0 | 1–0 | 2–1 | 1–1 | 1–0 | 1–1 | 1–1 | 1–0 | —   | 0–0 | 0–0 | 1–1 |
| UD Socuéllamos          | 2–2 | 0–0 | 2–4 | 0–2 | 3–2 | 1–4 | 0–4 | 2–1 | 4–2 | 2–1 | 2–0 | 3–0 | 1–2 | 4–0 | 1–2 | 1–0 | 1–0 | —   | 1–0 | 1–0 |
| CF Talavera de la Reina | 1–0 | 2–3 | 2–2 | 1–0 | 2–1 | 0–0 | 5–1 | 5–0 | 0–3 | 1–2 | 3–2 | 0–0 | 2–2 | 3–4 | 3–0 | 0–1 | 0–1 | 0–0 | —   | 0–4 |
| CD Toledo               | 0–1 | 3–0 | 0–2 | 2–1 | 0–0 | 1–0 | 3–1 | 1–1 | 1–0 | 2–1 | 0–1 | 3–1 | 0–2 | 0–1 | 2–0 | 2–1 | 1–0 | 1–3 | 2–1 | —   |

### Grupo III

#### Clasificación
| Pos. | Equipo                      | Pts. | PJ | G  | E  | P  | GF | GC | Dif. | Clasificación                                   |
| ---- | --------------------------- | ---- | -- | -- | -- | -- | -- | -- | ---- | ----------------------------------------------- |
| 1    | C. F. Reus Deportiu (A)     | 73   | 38 | 21 | 10 | 7  | 52 | 31 | +21  | Acceso a Promoción de ascenso para campeones    |
| 2    | Villarreal C. F. "B"        | 71   | 38 | 20 | 11 | 7  | 63 | 32 | +31  | Acceso a Promoción de ascenso para no campeones |
| 3    | Hércules C. F.              | 71   | 38 | 19 | 14 | 5  | 51 | 28 | +23  | Acceso a Promoción de ascenso para no campeones |
| 4    | Lleida Esportiu             | 67   | 38 | 18 | 13 | 7  | 49 | 22 | +27  | Acceso a Promoción de ascenso para no campeones |
| 5    | U. E. Cornellà              | 63   | 38 | 18 | 9  | 11 | 46 | 36 | +10  |                                                 |
| 6    | C. D. Alcoyano              | 61   | 38 | 17 | 10 | 11 | 47 | 34 | +13  |                                                 |
| 7    | C. E. Sabadell F. C.        | 55   | 38 | 15 | 10 | 13 | 49 | 40 | +9   |                                                 |
| 8    | Valencia C. F. Mestalla     | 53   | 38 | 15 | 8  | 15 | 45 | 39 | +6   |                                                 |
| 9    | C. D. Atlético Baleares     | 53   | 38 | 14 | 11 | 13 | 48 | 47 | +1   |                                                 |
| 10   | C. D. Eldense               | 51   | 38 | 14 | 9  | 15 | 48 | 63 | −15  |                                                 |
| 11   | F. C. Barcelona "B"         | 51   | 38 | 14 | 9  | 15 | 40 | 40 | 0    |                                                 |
| 12   | R. C. D. Espanyol "B"       | 48   | 38 | 12 | 12 | 14 | 50 | 45 | +5   |                                                 |
| 13   | C. F. Badalona              | 46   | 38 | 10 | 16 | 12 | 32 | 39 | −7   |                                                 |
| 14   | Atlético Levante U. D.      | 45   | 38 | 11 | 12 | 15 | 38 | 48 | −10  |                                                 |
| 15   | C. E. L'Hospitalet          | 43   | 38 | 11 | 10 | 17 | 31 | 49 | −18  |                                                 |
| 16   | C. D. Olímpic de Xàtiva (D) | 42   | 38 | 11 | 9  | 18 | 29 | 46 | −17  | Acceso a Promoción de permanencia               |
| 17   | C. F. Pobla de Mafumet (D)  | 38   | 38 | 7  | 17 | 14 | 34 | 47 | −13  | Descenso a Tercera División                     |
| 18   | U. E. Olot (D)              | 37   | 38 | 7  | 16 | 15 | 37 | 53 | −16  | Descenso a Tercera División                     |
| 19   | C. D. Llosetense (D)        | 35   | 38 | 9  | 8  | 21 | 26 | 54 | −28  | Descenso a Tercera División                     |
| 20   | Huracán Valencia C. F. (D)  | 0    | 38 | 5  | 10 | 23 | 17 | 38 | −21  | Descenso a Tercera División                     |

 Fuente: BDFutbol
Criterios de clasificación: Puntos · Enfrentamientos directos · Diferencia de goles · Goles a favor · Play-off
Notas:
1. ↑  El Huracán Valencia C. F. fue expulsado de la competición después de la jornada 18 al sumar cuatro impagos de derechos arbitrales. Todos los puntos acumulados por el club fueron eliminados y el resto de partidos se concedieron a los rivales con marcador de 0-1.[1]

#### Evolución de la clasificación
| Equipo / Jornada | 1  | 2  | 3  | 4  | 5  | 6  | 7  | 8  | 9  | 10 | 11 | 12 | 13 | 14 | 15 | 16 | 17 | 18 | 19 | 20 | 21 | 22 | 23 | 24 | 25 | 26 | 27 | 28 | 29 | 30 | 31 | 32 | 33 | 34 | 35 | 36 | 37 | 38 |
| Equipo / Jornada |    |    |    |    |    |    |    |    |    |    |    |    |    |    |    |    |    |    |    |    |    |    |    |    |    |    |    |    |    |    |    |    |    |    |    |    |    |    |
| ---------------- | -- | -- | -- | -- | -- | -- | -- | -- | -- | -- | -- | -- | -- | -- | -- | -- | -- | -- | -- | -- | -- | -- | -- | -- | -- | -- | -- | -- | -- | -- | -- | -- | -- | -- | -- | -- | -- | -- |
| Reus             | 10 | 3  | 6  | 3  | 3  | 3  | 4  | 3  | 3  | 2  | 1  | 1  | 1  | 1  | 1  | 1  | 1  | 1  | 2  | 2  | 2  | 2  | 2  | 2  | 2  | 2  | 2  | 2  | 2  | 2  | 2  | 3  | 2  | 2  | 2  | 2  | 2  | 1  |
| Villarreal B     | 1  | 1  | 1  | 1  | 2  | 2  | 1  | 1  | 2  | 3  | 2  | 2  | 2  | 2  | 2  | 2  | 2  | 2  | 1  | 1  | 1  | 1  | 1  | 1  | 1  | 1  | 1  | 1  | 1  | 1  | 1  | 1  | 1  | 1  | 1  | 1  | 1  | 2  |
| Hércules         | 4  | 7  | 13 | 13 | 15 | 15 | 12 | 8  | 5  | 6  | 4  | 4  | 4  | 4  | 5  | 5  | 3  | 3  | 3  | 3  | 4  | 6  | 6  | 4  | 6  | 5  | 4  | 4  | 4  | 4  | 4  | 4  | 4  | 5  | 4  | 3  | 3  | 3  |
| Lleida           | 19 | 9  | 9  | 11 | 7  | 7  | 11 | 7  | 9  | 14 | 10 | 7  | 5  | 5  | 6  | 6  | 5  | 4  | 4  | 4  | 3  | 3  | 5  | 3  | 3  | 4  | 5  | 5  | 5  | 5  | 5  | 5  | 5  | 3  | 3  | 4  | 4  | 4  |
| Cornellà         | 3  | 2  | 2  | 2  | 1  | 1  | 2  | 2  | 1  | 1  | 3  | 3  | 3  | 3  | 3  | 3  | 4  | 5  | 5  | 5  | 5  | 4  | 3  | 6  | 4  | 3  | 3  | 3  | 3  | 3  | 3  | 2  | 3  | 4  | 5  | 5  | 5  | 5  |
| Alcoyano         | 2  | 6  | 11 | 6  | 5  | 5  | 3  | 4  | 6  | 9  | 8  | 6  | 7  | 9  | 7  | 8  | 7  | 8  | 6  | 6  | 6  | 5  | 4  | 5  | 5  | 7  | 6  | 8  | 6  | 8  | 6  | 6  | 6  | 6  | 6  | 6  | 6  | 6  |
| Sabadell         | 7  | 4  | 10 | 4  | 8  | 6  | 6  | 9  | 11 | 8  | 12 | 14 | 16 | 17 | 16 | 14 | 9  | 11 | 10 | 7  | 7  | 9  | 8  | 10 | 11 | 11 | 11 | 11 | 12 | 11 | 11 | 11 | 7  | 9  | 7  | 7  | 8  | 7  |
| Val.Mestalla     | 13 | 13 | 7  | 10 | 13 | 13 | 14 | 12 | 15 | 16 | 16 | 19 | 19 | 19 | 19 | 19 | 19 | 19 | 17 | 13 | 12 | 13 | 12 | 12 | 10 | 10 | 9  | 10 | 9  | 9  | 12 | 12 | 12 | 12 | 10 | 8  | 7  | 8  |
| At.Baleares      | 14 | 5  | 3  | 5  | 4  | 4  | 5  | 5  | 7  | 4  | 5  | 5  | 6  | 8  | 4  | 4  | 6  | 6  | 8  | 9  | 10 | 8  | 9  | 8  | 8  | 8  | 8  | 7  | 8  | 7  | 8  | 8  | 9  | 8  | 9  | 9  | 10 | 9  |
| Eldense          | 8  | 15 | 16 | 14 | 14 | 9  | 7  | 6  | 4  | 5  | 6  | 9  | 9  | 6  | 8  | 7  | 8  | 7  | 7  | 8  | 8  | 7  | 7  | 7  | 7  | 6  | 7  | 6  | 7  | 6  | 7  | 7  | 8  | 7  | 8  | 10 | 11 | 10 |
| Barça B          | 15 | 16 | 15 | 18 | 17 | 16 | 17 | 15 | 16 | 12 | 15 | 15 | 17 | 18 | 18 | 17 | 17 | 17 | 18 | 18 | 16 | 12 | 11 | 11 | 9  | 9  | 10 | 9  | 10 | 10 | 9  | 9  | 11 | 11 | 12 | 11 | 9  | 11 |
| Espanyol B       | 5  | 10 | 5  | 9  | 6  | 8  | 10 | 11 | 12 | 15 | 9  | 11 | 11 | 7  | 9  | 10 | 10 | 9  | 9  | 10 | 9  | 10 | 10 | 9  | 12 | 12 | 12 | 13 | 11 | 12 | 10 | 10 | 10 | 10 | 11 | 12 | 12 | 12 |
| Badalona         | 6  | 11 | 12 | 7  | 10 | 10 | 13 | 16 | 14 | 11 | 14 | 13 | 10 | 10 | 10 | 12 | 11 | 13 | 11 | 11 | 11 | 11 | 13 | 13 | 13 | 13 | 13 | 12 | 13 | 13 | 13 | 13 | 14 | 13 | 13 | 13 | 13 | 13 |
| At.Levante       | 18 | 8  | 4  | 8  | 11 | 14 | 15 | 13 | 8  | 13 | 7  | 12 | 12 | 12 | 14 | 16 | 16 | 16 | 15 | 12 | 13 | 14 | 14 | 16 | 17 | 18 | 19 | 18 | 19 | 18 | 17 | 15 | 15 | 14 | 15 | 14 | 14 | 14 |
| L'Hospitalet     | 20 | 20 | 19 | 15 | 9  | 12 | 9  | 14 | 13 | 10 | 13 | 10 | 13 | 13 | 11 | 9  | 12 | 12 | 12 | 14 | 14 | 15 | 17 | 14 | 14 | 14 | 15 | 14 | 14 | 14 | 14 | 14 | 13 | 15 | 14 | 15 | 15 | 15 |
| Olímpic          | 17 | 18 | 20 | 17 | 16 | 17 | 16 | 17 | 19 | 18 | 18 | 17 | 18 | 15 | 17 | 18 | 18 | 18 | 16 | 17 | 18 | 18 | 18 | 15 | 15 | 16 | 16 | 16 | 17 | 16 | 18 | 18 | 18 | 16 | 17 | 16 | 16 | 16 |
| Pobla M.         | 12 | 14 | 14 | 16 | 18 | 18 | 18 | 18 | 18 | 17 | 17 | 16 | 14 | 14 | 15 | 11 | 13 | 15 | 14 | 16 | 17 | 17 | 16 | 17 | 18 | 15 | 14 | 15 | 15 | 15 | 15 | 16 | 16 | 17 | 16 | 17 | 17 | 17 |
| Olot             | 16 | 19 | 18 | 20 | 20 | 20 | 19 | 19 | 17 | 19 | 19 | 18 | 15 | 16 | 13 | 13 | 15 | 14 | 13 | 15 | 15 | 16 | 15 | 18 | 16 | 17 | 17 | 17 | 16 | 17 | 16 | 17 | 17 | 18 | 18 | 18 | 18 | 18 |
| Llosetense       | 11 | 17 | 17 | 19 | 19 | 19 | 20 | 20 | 20 | 20 | 20 | 20 | 20 | 20 | 20 | 20 | 20 | 20 | 19 | 19 | 19 | 19 | 19 | 19 | 19 | 19 | 18 | 19 | 18 | 19 | 19 | 19 | 19 | 19 | 19 | 19 | 19 | 19 |
| Huracán          | 9  | 12 | 8  | 12 | 12 | 11 | 8  | 10 | 10 | 7  | 11 | 8  | 8  | 11 | 12 | 15 | 14 | 10 | 20 | 20 | 20 | 20 | 20 | 20 | 20 | 20 | 20 | 20 | 20 | 20 | 20 | 20 | 20 | 20 | 20 | 20 | 20 | 20 |

#### Resultados
| Local \ Visitante    | Alc | AtB | AtL | Bad | Bar | Cor | Eld | Esp | Her | Hur | LHo | Lle | Llo | Oli | Olo | Pob | Reu | Sab | Val | Vil |
| -------------------- | --- | --- | --- | --- | --- | --- | --- | --- | --- | --- | --- | --- | --- | --- | --- | --- | --- | --- | --- | --- |
| CD Alcoyano          | —   | 0–0 | 2–0 | 0–1 | 3–3 | 3–1 | 1–0 | 3–1 | 0–0 | 0–0 | 3–0 | 0–0 | 2–1 | 2–0 | 2–2 | 2–1 | 3–0 | 3–0 | 2–1 | 2–0 |
| CD Atlético Baleares | 2–1 | —   | 3–0 | 3–1 | 3–0 | 1–2 | 2–1 | 3–1 | 2–2 | 1–0 | 1–1 | 0–6 | 0–1 | 2–1 | 1–1 | 1–0 | 0–0 | 3–3 | 0–2 | 1–1 |
| Atlético Levante UD  | 2–1 | 0–0 | —   | 1–2 | 0–0 | 1–1 | 2–2 | 1–1 | 0–1 | 1–0 | 1–1 | 0–1 | 2–0 | 2–2 | 3–0 | 2–2 | 1–1 | 1–0 | 1–0 | 2–4 |
| CF Badalona          | 2–0 | 3–0 | 0–1 | —   | 1–1 | 0–2 | 1–1 | 1–0 | 0–0 | 1–0 | 1–2 | 0–2 | 0–0 | 2–0 | 0–0 | 0–0 | 1–1 | 0–0 | 2–2 | 1–0 |
| FC Barcelona "B"     | 1–0 | 1–2 | 2–0 | 0–1 | —   | 1–1 | 1–0 | 1–0 | 0–0 | 1–1 | 1–3 | 1–0 | 0–1 | 0–1 | 2–0 | 0–0 | 1–2 | 1–3 | 1–2 | 1–0 |
| UE Cornellà          | 1–0 | 2–1 | 0–1 | 1–1 | 2–1 | —   | 0–1 | 2–0 | 1–1 | 1–0 | 0–1 | 0–2 | 2–0 | 1–0 | 5–0 | 0–0 | 0–1 | 3–2 | 3–2 | 2–0 |
| CD Eldense           | 2–1 | 1–0 | 0–2 | 1–1 | 4–2 | 2–2 | —   | 2–1 | 1–1 | 1–0 | 0–1 | 0–0 | 2–1 | 1–0 | 2–1 | 2–1 | 0–4 | 2–2 | 0–2 | 2–1 |
| RCD Espanyol "B"     | 1–0 | 1–3 | 1–1 | 2–2 | 3–2 | 4–0 | 4–5 | —   | 0–1 | 1–0 | 4–0 | 1–0 | 3–0 | 4–0 | 1–1 | 1–0 | 2–0 | 1–0 | 1–1 | 1–1 |
| Hércules CF          | 0–2 | 1–0 | 1–0 | 2–0 | 0–2 | 0–0 | 4–0 | 3–2 | —   | 4–0 | 2–0 | 2–1 | 2–2 | 1–1 | 1–0 | 1–1 | 1–2 | 2–1 | 1–0 | 0–4 |
| Huracán Valencia CF  | 0–1 | 1–1 | 1–0 | 3–2 | 0–1 | 1–1 | 0–2 | 0–0 | 0–1 | —   | 0–1 | 0–1 | 0–1 | 0–1 | 3–1 | 0–1 | 1–2 | 0–1 | 0–1 | 1–1 |
| CE L'Hospitalet      | 0–0 | 3–1 | 1–1 | 1–0 | 0–1 | 0–1 | 3–2 | 1–1 | 0–4 | 0–0 | —   | 0–0 | 0–1 | 0–1 | 1–1 | 1–2 | 1–1 | 1–1 | 0–2 | 1–3 |
| Club Lleida Esportiu | 0–0 | 2–1 | 4–0 | 2–0 | 2–0 | 2–0 | 3–0 | 1–0 | 0–0 | 0–0 | 2–0 | —   | 5–0 | 1–0 | 2–0 | 1–1 | 0–3 | 0–0 | 2–1 | 0–1 |
| CD Llosetense        | 1–2 | 1–0 | 3–1 | 0–0 | 0–2 | 1–2 | 1–1 | 0–0 | 0–2 | 1–2 | 0–1 | 0–0 | —   | 0–1 | 1–0 | 0–2 | 2–1 | 2–3 | 1–1 | 1–0 |
| CD Olímpic de Xàtiva | 3–1 | 1–2 | 2–0 | 0–1 | 1–0 | 0–3 | 1–1 | 1–1 | 0–2 | 0–0 | 2–1 | 2–1 | 1–1 | —   | 2–2 | 2–1 | 1–1 | 0–2 | 0–1 | 0–0 |
| UE Olot              | 1–2 | 1–1 | 1–2 | 1–1 | 0–1 | 2–0 | 5–0 | 2–1 | 0–0 | 1–0 | 0–3 | 1–1 | 3–1 | 3–1 | —   | 1–1 | 0–0 | 1–1 | 2–0 | 1–1 |
| CF Pobla de Mafumet  | 0–0 | 0–3 | 3–2 | 1–1 | 0–2 | 0–0 | 2–1 | 1–1 | 1–1 | 1–2 | 0–1 | 2–2 | 2–1 | 1–0 | 2–2 | —   | 1–1 | 1–1 | 0–4 | 1–2 |
| CF Reus Deportiu     | 3–0 | 1–0 | 2–1 | 3–1 | 1–0 | 1–2 | 1–0 | 3–1 | 0–3 | 1–0 | 2–0 | 0–0 | 3–0 | 1–0 | 3–0 | 3–2 | —   | 1–0 | 1–0 | 0–0 |
| CE Sabadell FC       | 2–0 | 2–1 | 0–0 | 1–1 | 2–2 | 0–1 | 4–1 | 0–1 | 1–2 | 1–0 | 3–0 | 1–2 | 2–0 | 1–0 | 3–0 | 1–0 | 3–1 | —   | 0–2 | 1–0 |
| Valencia CF Mestalla | 1–2 | 1–2 | 1–2 | 2–0 | 0–3 | 1–0 | 2–3 | 1–0 | 1–1 | 1–1 | 2–1 | 0–0 | 2–0 | 0–1 | 0–0 | 0–0 | 2–0 | 2–1 | —   | 0–1 |
| Villarreal CF "B"    | 1–1 | 1–1 | 2–1 | 3–0 | 1–1 | 2–1 | 3–2 | 2–2 | 3–1 | 1–0 | 2–0 | 5–1 | 2–0 | 3–0 | 2–0 | 2–0 | 1–1 | 2–0 | 4–2 | —   |

### Grupo IV

#### Clasificación
| Pos. | Equipo                      | Pts. | PJ | G  | E  | P  | GF | GC | Dif. | Clasificación                                   |
| ---- | --------------------------- | ---- | -- | -- | -- | -- | -- | -- | ---- | ----------------------------------------------- |
| 1    | UCAM Murcia C. F. (A)       | 77   | 38 | 22 | 11 | 5  | 46 | 27 | +19  | Acceso a Promoción de ascenso para campeones    |
| 2    | Real Murcia C. F.           | 71   | 38 | 21 | 8  | 9  | 56 | 30 | +26  | Acceso a Promoción de ascenso para no campeones |
| 3    | Sevilla Atlético (A)        | 68   | 38 | 17 | 17 | 4  | 53 | 31 | +22  | Acceso a Promoción de ascenso para no campeones |
| 4    | Cádiz C. F. (A)             | 63   | 38 | 17 | 12 | 9  | 53 | 31 | +22  | Acceso a Promoción de ascenso para no campeones |
| 5    | Granada C. F. "B"           | 58   | 38 | 15 | 13 | 10 | 56 | 40 | +16  |                                                 |
| 6    | La Hoya Lorca C. F.         | 56   | 38 | 14 | 14 | 10 | 43 | 41 | +2   |                                                 |
| 7    | F. C. Cartagena             | 53   | 38 | 12 | 17 | 9  | 40 | 35 | +5   |                                                 |
| 8    | A. D. Mérida                | 52   | 38 | 12 | 16 | 10 | 39 | 41 | −2   |                                                 |
| 9    | U. D. Melilla               | 49   | 38 | 12 | 13 | 13 | 34 | 44 | −10  |                                                 |
| 10   | Real Jaén C. F.             | 48   | 38 | 14 | 6  | 18 | 46 | 37 | +9   |                                                 |
| 11   | R. B. Linense               | 48   | 38 | 13 | 9  | 16 | 47 | 51 | −4   |                                                 |
| 12   | C. F. Villanovense          | 47   | 38 | 13 | 8  | 17 | 49 | 56 | −7   |                                                 |
| 13   | R. C. Recreativo de Huelva  | 45   | 38 | 11 | 12 | 15 | 27 | 38 | −11  |                                                 |
| 14   | Marbella F. C.              | 45   | 38 | 9  | 18 | 11 | 46 | 47 | −1   |                                                 |
| 15   | F. C. Jumilla               | 43   | 38 | 11 | 10 | 17 | 36 | 57 | −21  |                                                 |
| 16   | Linares Deportivo           | 43   | 38 | 9  | 16 | 13 | 39 | 46 | −7   | Acceso a Promoción de permanencia               |
| 17   | Real Betis "B" (D)          | 41   | 38 | 10 | 11 | 17 | 47 | 53 | −6   | Descenso a Tercera División                     |
| 18   | Algeciras C. F. (D)         | 41   | 38 | 11 | 8  | 19 | 28 | 48 | −20  | Descenso a Tercera División                     |
| 19   | C. D. San Roque de Lepe (D) | 39   | 38 | 6  | 21 | 11 | 42 | 55 | −13  | Descenso a Tercera División                     |
| 20   | U. D. Almería "B" (D)       | 28   | 38 | 6  | 10 | 22 | 26 | 55 | −29  | Descenso a Tercera División                     |

 Fuente: BDFutbol
Criterios de clasificación: Puntos · Enfrentamientos directos · Diferencia de goles · Goles a favor · Play-off

#### Evolución de la clasificación
| Equipo / Jornada | 1  | 2  | 3  | 4  | 5  | 6  | 7  | 8  | 9  | 10 | 11 | 12 | 13 | 14 | 15 | 16 | 17 | 18 | 19 | 20 | 21 | 22 | 23 | 24 | 25 | 26 | 27 | 28 | 29 | 30 | 31 | 32 | 33 | 34 | 35 | 36 | 37 | 38 |
| Equipo / Jornada |    |    |    |    |    |    |    |    |    |    |    |    |    |    |    |    |    |    |    |    |    |    |    |    |    |    |    |    |    |    |    |    |    |    |    |    |    |    |
| ---------------- | -- | -- | -- | -- | -- | -- | -- | -- | -- | -- | -- | -- | -- | -- | -- | -- | -- | -- | -- | -- | -- | -- | -- | -- | -- | -- | -- | -- | -- | -- | -- | -- | -- | -- | -- | -- | -- | -- |
| UCAM             | 12 | 6  | 8  | 6  | 4  | 2  | 4  | 1  | 2  | 1  | 1  | 1  | 1  | 2  | 2  | 2  | 2  | 1  | 2  | 4  | 3  | 2  | 3  | 2  | 2  | 2  | 2  | 2  | 2  | 2  | 2  | 2  | 2  | 2  | 2  | 1  | 1  | 1  |
| Murcia           | 18 | 15 | 20 | 12 | 11 | 8  | 8  | 4  | 1  | 4  | 3  | 2  | 2  | 1  | 1  | 1  | 1  | 2  | 1  | 1  | 1  | 1  | 1  | 1  | 1  | 1  | 1  | 1  | 1  | 1  | 1  | 1  | 1  | 1  | 1  | 2  | 2  | 2  |
| Sevilla At.      | 14 | 7  | 2  | 5  | 6  | 6  | 6  | 2  | 4  | 2  | 4  | 4  | 4  | 5  | 4  | 4  | 4  | 3  | 3  | 2  | 4  | 4  | 2  | 4  | 3  | 3  | 4  | 4  | 4  | 4  | 4  | 3  | 3  | 3  | 3  | 3  | 3  | 3  |
| Cádiz            | 9  | 5  | 7  | 3  | 5  | 3  | 2  | 5  | 3  | 3  | 2  | 3  | 3  | 3  | 3  | 3  | 3  | 4  | 4  | 3  | 2  | 3  | 4  | 3  | 4  | 4  | 3  | 3  | 3  | 3  | 3  | 4  | 4  | 4  | 4  | 4  | 4  | 4  |
| Granada B        | 8  | 2  | 4  | 4  | 1  | 5  | 5  | 8  | 7  | 7  | 6  | 6  | 6  | 4  | 6  | 5  | 6  | 6  | 6  | 6  | 6  | 6  | 5  | 5  | 5  | 6  | 5  | 5  | 5  | 5  | 7  | 7  | 7  | 6  | 7  | 7  | 5  | 5  |
| La Hoya          | 3  | 1  | 1  | 1  | 2  | 4  | 3  | 7  | 6  | 6  | 5  | 5  | 5  | 6  | 5  | 6  | 7  | 7  | 9  | 10 | 8  | 8  | 8  | 7  | 6  | 7  | 7  | 7  | 6  | 6  | 5  | 5  | 5  | 5  | 5  | 5  | 6  | 6  |
| Cartagena        | 16 | 20 | 19 | 19 | 13 | 16 | 14 | 15 | 13 | 12 | 10 | 10 | 12 | 11 | 7  | 7  | 8  | 8  | 8  | 9  | 10 | 11 | 13 | 11 | 10 | 10 | 11 | 11 | 10 | 10 | 8  | 8  | 8  | 7  | 6  | 6  | 7  | 7  |
| Mérida           | 6  | 9  | 3  | 2  | 3  | 1  | 1  | 3  | 5  | 5  | 7  | 8  | 9  | 8  | 8  | 9  | 10 | 11 | 11 | 11 | 12 | 13 | 10 | 9  | 9  | 9  | 8  | 9  | 9  | 9  | 9  | 9  | 9  | 9  | 9  | 8  | 8  | 8  |
| Melilla          | 15 | 14 | 17 | 18 | 18 | 17 | 17 | 17 | 17 | 18 | 19 | 19 | 17 | 19 | 19 | 19 | 17 | 18 | 18 | 20 | 19 | 18 | 18 | 18 | 18 | 18 | 18 | 18 | 17 | 17 | 16 | 14 | 12 | 12 | 12 | 10 | 9  | 9  |
| Jaén             | 2  | 10 | 9  | 13 | 10 | 11 | 9  | 6  | 8  | 9  | 9  | 9  | 8  | 7  | 10 | 8  | 5  | 5  | 5  | 5  | 5  | 5  | 6  | 6  | 7  | 5  | 6  | 6  | 7  | 7  | 6  | 6  | 6  | 8  | 8  | 9  | 10 | 10 |
| Linense          | 19 | 19 | 18 | 20 | 20 | 20 | 20 | 19 | 19 | 17 | 17 | 17 | 18 | 15 | 15 | 15 | 14 | 14 | 15 | 16 | 15 | 15 | 15 | 13 | 12 | 12 | 10 | 10 | 12 | 11 | 11 | 11 | 11 | 11 | 10 | 11 | 11 | 11 |
| Villanovense     | 20 | 16 | 11 | 9  | 7  | 10 | 12 | 14 | 12 | 11 | 12 | 16 | 16 | 17 | 17 | 16 | 16 | 16 | 16 | 14 | 16 | 16 | 16 | 16 | 13 | 14 | 13 | 12 | 14 | 16 | 17 | 16 | 15 | 17 | 15 | 13 | 12 | 12 |
| Recreativo       | 11 | 8  | 10 | 14 | 14 | 14 | 10 | 13 | 11 | 10 | 11 | 15 | 11 | 10 | 12 | 12 | 13 | 13 | 14 | 15 | 14 | 14 | 11 | 12 | 14 | 15 | 14 | 16 | 16 | 15 | 12 | 12 | 13 | 13 | 13 | 14 | 13 | 13 |
| Marbella         | 1  | 3  | 5  | 8  | 9  | 7  | 7  | 10 | 9  | 8  | 8  | 7  | 7  | 9  | 9  | 10 | 9  | 10 | 7  | 7  | 7  | 7  | 7  | 8  | 8  | 8  | 9  | 8  | 8  | 8  | 10 | 10 | 10 | 10 | 11 | 12 | 14 | 14 |
| Jumilla          | 13 | 13 | 15 | 17 | 19 | 19 | 19 | 18 | 18 | 19 | 18 | 18 | 19 | 18 | 18 | 17 | 18 | 17 | 17 | 19 | 18 | 17 | 17 | 17 | 15 | 13 | 15 | 14 | 15 | 13 | 15 | 17 | 17 | 16 | 14 | 15 | 15 | 15 |
| Linares          | 5  | 12 | 13 | 11 | 15 | 15 | 16 | 16 | 16 | 13 | 14 | 13 | 14 | 12 | 13 | 13 | 15 | 15 | 13 | 13 | 13 | 12 | 14 | 15 | 17 | 17 | 17 | 15 | 13 | 14 | 13 | 15 | 16 | 14 | 17 | 17 | 16 | 16 |
| Betis B          | 17 | 18 | 14 | 16 | 17 | 18 | 18 | 20 | 20 | 20 | 20 | 20 | 20 | 20 | 20 | 20 | 20 | 19 | 19 | 17 | 17 | 19 | 19 | 19 | 19 | 19 | 20 | 19 | 19 | 19 | 19 | 19 | 19 | 18 | 18 | 19 | 18 | 17 |
| Algeciras        | 4  | 11 | 12 | 15 | 12 | 13 | 15 | 11 | 14 | 16 | 16 | 11 | 13 | 14 | 14 | 14 | 11 | 9  | 10 | 8  | 9  | 9  | 9  | 10 | 11 | 11 | 12 | 13 | 11 | 12 | 14 | 13 | 14 | 15 | 16 | 16 | 17 | 18 |
| San Roque        | 7  | 4  | 6  | 7  | 8  | 12 | 13 | 12 | 15 | 15 | 13 | 12 | 10 | 13 | 11 | 11 | 12 | 12 | 12 | 12 | 11 | 10 | 12 | 14 | 16 | 16 | 16 | 17 | 18 | 18 | 18 | 18 | 18 | 19 | 19 | 18 | 19 | 19 |
| Almería B        | 10 | 17 | 16 | 10 | 16 | 9  | 11 | 9  | 10 | 14 | 15 | 14 | 15 | 16 | 16 | 18 | 19 | 20 | 20 | 18 | 20 | 20 | 20 | 20 | 20 | 20 | 19 | 20 | 20 | 20 | 20 | 20 | 20 | 20 | 20 | 20 | 20 | 20 |

#### Resultados
| Local \ Visitante    | Alg | Alm | Bet | Cád | Car | Gra | Jae | Jum | LaH | LiD | Lin | Mar | Mel | Mer | Mur | Rec | SRo | Sev | UCA | Vil |
| -------------------- | --- | --- | --- | --- | --- | --- | --- | --- | --- | --- | --- | --- | --- | --- | --- | --- | --- | --- | --- | --- |
| Algeciras CF         | —   | 0–0 | 0–4 | 1–0 | 1–1 | 2–1 | 1–3 | 1–0 | 2–1 | 1–1 | 1–0 | 1–0 | 1–0 | 1–2 | 1–2 | 0–1 | 0–1 | 0–1 | 1–0 | 0–2 |
| UD Almería "B"       | 0–0 | —   | 0–1 | 2–1 | 0–0 | 2–1 | 0–3 | 3–1 | 0–1 | 2–3 | 0–2 | 3–2 | 1–1 | 1–1 | 0–3 | 1–0 | 1–1 | 0–4 | 0–2 | 1–3 |
| Real Betis "B"       | 0–0 | 3–1 | —   | 3–2 | 0–0 | 1–0 | 2–4 | 4–3 | 0–2 | 1–3 | 4–1 | 1–2 | 0–0 | 0–1 | 0–0 | 0–1 | 1–1 | 2–2 | 0–1 | 4–1 |
| Cádiz CF             | 3–0 | 1–0 | 0–0 | —   | 4–2 | 0–1 | 2–0 | 5–0 | 1–1 | 3–1 | 1–0 | 3–0 | 3–0 | 0–1 | 0–1 | 2–1 | 1–1 | 1–1 | 0–2 | 3–0 |
| FC Cartagena         | 1–1 | 2–0 | 2–1 | 0–1 | —   | 0–0 | 1–0 | 2–0 | 2–0 | 0–1 | 1–1 | 2–1 | 1–1 | 3–1 | 2–1 | 1–0 | 1–1 | 0–2 | 0–0 | 2–0 |
| Granada CF "B"       | 2–0 | 2–2 | 2–2 | 1–1 | 1–3 | —   | 1–0 | 3–0 | 2–0 | 2–2 | 2–1 | 3–1 | 4–0 | 1–1 | 1–2 | 1–0 | 3–3 | 2–0 | 1–1 | 2–2 |
| Real Jaén CF         | 3–1 | 0–0 | 3–1 | 0–1 | 0–0 | 0–1 | —   | 3–0 | 0–0 | 3–0 | 2–0 | 0–1 | 5–0 | 0–1 | 0–0 | 2–0 | 2–3 | 1–1 | 0–1 | 0–2 |
| FC Jumilla           | 3–2 | 0–0 | 1–0 | 0–0 | 0–0 | 1–0 | 2–0 | —   | 1–1 | 2–2 | 2–1 | 0–4 | 1–0 | 1–1 | 1–2 | 1–1 | 3–1 | 0–0 | 1–2 | 2–1 |
| La Hoya Lorca CF     | 1–1 | 1–0 | 1–0 | 1–1 | 1–1 | 1–1 | 3–1 | 3–2 | —   | 2–0 | 0–1 | 1–3 | 6–1 | 3–1 | 1–0 | 2–1 | 1–1 | 0–0 | 0–1 | 0–5 |
| Linares Deportivo    | 2–1 | 1–0 | 4–1 | 0–1 | 0–0 | 1–4 | 1–0 | 0–1 | 0–0 | —   | 2–2 | 0–0 | 0–0 | 1–1 | 0–1 | 2–0 | 4–0 | 1–1 | 0–3 | 1–2 |
| RB Linense           | 1–0 | 2–1 | 2–0 | 2–1 | 3–1 | 0–1 | 0–1 | 3–1 | 4–0 | 3–3 | —   | 0–2 | 2–1 | 1–0 | 0–2 | 2–3 | 1–0 | 0–3 | 0–0 | 2–0 |
| Marbella FC          | 0–0 | 0–1 | 4–4 | 1–1 | 2–2 | 0–0 | 0–1 | 3–1 | 1–1 | 1–0 | 2–2 | —   | 1–1 | 1–1 | 3–1 | 1–2 | 1–1 | 1–1 | 1–1 | 1–1 |
| UD Melilla           | 1–2 | 1–0 | 1–0 | 0–1 | 1–0 | 0–2 | 1–0 | 1–0 | 0–0 | 0–0 | 1–0 | 2–2 | —   | 2–0 | 1–1 | 3–0 | 1–1 | 1–1 | 0–1 | 4–1 |
| Mérida AD            | 0–2 | 3–3 | 0–1 | 1–1 | 2–1 | 2–1 | 2–1 | 0–0 | 0–2 | 1–1 | 1–1 | 0–1 | 1–3 | —   | 0–2 | 4–0 | 3–2 | 0–0 | 0–0 | 2–2 |
| Real Murcia CF       | 3–1 | 1–0 | 3–1 | 1–2 | 2–0 | 3–4 | 2–0 | 3–0 | 2–1 | 0–0 | 2–1 | 0–0 | 2–0 | 1–1 | —   | 0–1 | 4–1 | 0–1 | 0–1 | 1–1 |
| Recreativo de Huelva | 0–1 | 1–0 | 0–0 | 0–0 | 1–1 | 1–0 | 2–2 | 0–1 | 1–1 | 0–0 | 2–2 | 2–0 | 0–1 | 0–0 | 0–0 | —   | 1–1 | 0–2 | 1–0 | 2–1 |
| CD San Roque de Lepe | 2–0 | 2–0 | 2–2 | 1–3 | 1–1 | 1–1 | 1–4 | 2–1 | 0–1 | 0–0 | 2–2 | 0–0 | 0–1 | 0–0 | 2–4 | 1–1 | —   | 2–0 | 0–0 | 1–1 |
| Sevilla Atlético     | 2–1 | 2–1 | 1–0 | 1–1 | 1–1 | 1–1 | 2–0 | 2–1 | 3–0 | 3–2 | 2–0 | 1–1 | 2–2 | 1–2 | 1–0 | 0–1 | 1–1 | —   | 1–0 | 3–2 |
| UCAM Murcia CF       | 3–0 | 2–0 | 1–0 | 2–0 | 2–1 | 2–1 | 1–0 | 1–1 | 1–1 | 3–0 | 3–1 | 2–0 | 0–0 | 0–1 | 1–2 | 1–0 | 2–2 | 0–0 | —   | 2–1 |
| CF Villanovense      | 1–0 | 1–0 | 1–3 | 2–2 | 1–2 | 1–0 | 0–2 | 0–1 | 0–2 | 1–0 | 1–1 | 4–2 | 2–1 | 0–1 | 0–2 | 1–0 | 2–0 | 3–3 | 0–1 | —   |

## Promoción de ascenso a Segunda División
- Se clasifican los siguientes equipos a la promoción de ascenso:

| Pos                                              | Grupo I             | Grupo II             | Grupo III            | Grupo IV         |
| ------------------------------------------------ | ------------------- | -------------------- | -------------------- | ---------------- |
| 1º                                               | Racing de Santander | Real Madrid Castilla | CF Reus Deportiu     | UCAM Murcia CF   |
| 2º                                               | Racing de Ferrol    | Barakaldo CF         | Villarreal CF "B"    | Real Murcia CF   |
| 3º                                               | CD Tudelano         | UD Socuéllamos       | Hércules CF          | Sevilla Atlético |
| 4º                                               | UD Logroñés         | CD Toledo            | Club Lleida Esportiu | Cádiz CF         |
| En negrita equipos que suben a Segunda División. |                     |                      |                      |                  |

## Promoción de permanencia
- Se clasifican los siguientes equipos a la promoción de permanencia:

| CP Cacereño                                           | SD Leioa | CD Olímpic de Xàtiva | Linares Deportivo |
| En negrita equipos que descienden a Tercera División. |          |                      |                   |

## Resumen
Ascienden a Segunda división:
| - Club de Futbol Reus Deportiu | - UCAM Murcia Club de Fútbol | - Sevilla Atlético Club | - Cádiz Club de Fútbol |

Descienden a Tercera división: 
| Grupo I - Club Polideportivo Cacereño - Real Sporting de Gijón "B" - Atlético Astorga Fútbol Club - Sociedad Deportiva Compostela - Peña Sport Fútbol Club | Grupo II - Club Deportivo Guadalajara - Club de Fútbol Talavera de la Reina - Club Portugalete - Getafe Club de Fútbol "B" | Grupo III - Club Deportivo Olímpic de Xàtiva - Club de Futbol Pobla de Mafumet - Unió Esportiva Olot - Club Deportivo Llosetense - Huracán Valencia Club de Fútbol | Grupo IV - Real Betis Balompié "B" - Algeciras Club de Fútbol - Club Deportivo San Roque de Lepe - Unión Deportiva Almería "B" |

Campeón de Segunda División B:
| - UCAM Murcia Club de Fútbol |

## Copa del Rey
Los cinco primeros clasificados de cada grupo, exceptuando a los filiales, y los cuatro siguientes equipos con mejor puntuación en todos los grupos se clasifican para la siguiente edición de la Copa del Rey. La plaza de los filiales la ocupan los siguientes equipos mejor clasificados.